# 韦特林根
韦特林根（德語：Wettringen，發音：[ˈvɛtʁɪŋən]）是德国北莱茵-威斯特法伦州明斯特行政区施泰因富特县的市镇，面积57.69平方千米，2023年12月31日人口为8,350人。